# Mimosa psilocarpa
Mimosa psilocarpa är en ärtväxtart som beskrevs av Robinson. Mimosa psilocarpa ingår i släktet mimosor, och familjen ärtväxter. Inga underarter finns listade i Catalogue of Life.